# Международный фиксированный календарь
Международный фиксированный календарь (также известный как календарь Котсворта) — это предложение солнечного календаря для календарной реформы, разработанное Моисеем Б. Котсвортом, который представил его в 1902 году. Он делит солнечный год на 13 месяцев по 28 дней в каждом. Таким образом, это многолетний календарь, в котором каждая дата привязана к одному и тому же дню недели каждый год. Хотя он никогда не был официально принят ни в одной стране, предприниматель Джордж Истмен принял его для использования в своей компании Eastman Kodak, где он использовался с 1928 по 1989 год. Календарь иногда также называют 13-месячным календарём или календарём равного месяца.

## Структура календаря
Календарный год состоит из 13 месяцев по 28 дней в каждом, разделённых ровно на 4 недели (13 × 28 = 364). Дополнительный день, добавляемый в качестве выходного дня в конце года (после 28 декабря, что соответствует 31 декабря по григорианскому календарю), иногда называемый «День года», не относится ни к какой неделе и в результате получается 365 дней. Каждый год совпадает с соответствующим григорианским годом, поэтому 1 января в календаре Котсворта всегда приходится на 1 января по григорианскому календарю. Двенадцать месяцев названы и упорядочены так же, как и в григорианском календаре, за исключением того, что дополнительный месяц вставляется между июнем и июлем и называется «сол». Так как месяц приходится на середину лета (с точки зрения жителей Северного полушария) и включает середину года (летнее солнцестояние), название нового месяца было выбрано в честь Солнца.
Високосные годы в Международном фиксированном календаре содержат 366 дней, и их наступление соответствует правилу григорианского календаря. Високосным годом является год, номер которого делится на 400; а также годы, номера которых делятся на 4, но не делятся на 100. Таким образом, 2000 год был високосным, 1700, 1800 и 1900 годы были обычными. Международный фиксированный календарь добавляет дополнительный день в високосные годы как 29 июня — между субботой 28 июня и воскресеньем 1 сола.
Каждый месяц начинается в воскресенье и заканчивается в субботу; следовательно, каждый год начинается в воскресенье. Ни Годовой день, ни Високосный день не считаются частью какой-либо недели; им предшествует суббота, а за ними следует воскресенье.
Все месяцы выглядят так:
| Дни недели | Дни недели | Дни недели | Дни недели | Дни недели | Дни недели | Дни недели | Високосный день в июне в високосные годы, или день года в декабре |
| вс         | пн         | вт         | ср         | чт         | пт         | сб         | Високосный день в июне в високосные годы, или день года в декабре |
| ---------- | ---------- | ---------- | ---------- | ---------- | ---------- | ---------- | ----------------------------------------------------------------- |
| 1          | 2          | 3          | 4          | 5          | 6          | 7          | Високосный день в июне в високосные годы, или день года в декабре |
| 8          | 9          | 10         | 11         | 12         | 13         | 14         | Високосный день в июне в високосные годы, или день года в декабре |
| 15         | 16         | 17         | 18         | 19         | 20         | 21         | Високосный день в июне в високосные годы, или день года в декабре |
| 22         | 23         | 24         | 25         | 26         | 27         | 28         | 29                                                                |

Ниже показано, как 13 месяцев и дополнительные дни Международного фиксированного календаря соотносятся с датами григорианского календаря:
| Фиксированный календарный месяц | Соответствующие даты по григорианскому календарю | Соответствующие даты по григорианскому календарю |
| Фиксированный календарный месяц | Начинается в фиксированный день 1                | Заканчивается в установленный день 28 (или 29)   |
| ------------------------------- | ------------------------------------------------ | ------------------------------------------------ |
| январь                          | 1 января                                         | 28 января                                        |
| февраль                         | 29 января                                        | 25 февраля                                       |
| март                            | 26 февраля                                       | 25 марта*                                        |
| апрель                          | 26 марта*                                        | 22 апреля*                                       |
| май                             | 23 апреля *                                      | 20 мая *                                         |
| июнь                            | 21 мая*                                          | 17 июня*                                         |
| июнь                            | 21 мая*                                          | 17 июня (Високосный день)                        |
| сол                             | 18 июня                                          | 15 июля                                          |
| июль                            | 16 июля                                          | 12 августа                                       |
| август                          | 13 августа                                       | 9 сентября                                       |
| сентябрь                        | 10 сентября                                      | 7 октября                                        |
| октябрь                         | 8 октября                                        | 4 ноября                                         |
| ноябрь                          | 5 ноября                                         | 2 декабря                                        |
| декабрь                         | 3 декабря                                        | 30 декабря                                       |
| декабрь                         | 3 декабря                                        | 31 декабря (День года)                           |

* Эти григорианские даты с марта по июнь — на день раньше в григорианском високосном году. Март в фиксированном календаре всегда имеет фиксированное количество дней (28) и включает 29 февраля по григорианскому календарю (в високосные годы по григорианскому календарю).

## История
Лунно-солнечные календари с фиксированными днями недели существовали во многих древних культурах, при этом определённые праздники всегда приходились на одни и те же даты месяца и дни недели.
Идея 13-месячного вечного календаря существует по крайней мере с середины XVIII века. Версии различаются в основном тем, как называются месяцы, и как вставляется дополнительный день в високосном году.
«Георгианский календарь» был предложен в 1745 году преподобным Хью Джонсом, американским колонистом из Мэриленда, писавшим под псевдонимом Хиросса ап-Икцим Автор назвал проект и тринадцатый месяц в честь короля Великобритании Георга II. 365-й день каждого года должен был стать Рождеством. Однако високосный год отличался от високосного года григорианского календаря, и год начинался ближе к зимнему солнцестоянию. В более поздней версии календаря, опубликованной в 1753 году, все 13 месяцев были переименованы в честь христианских святых.
В 1849 году французский философ Огюст Конт (1798—1857) предложил 13-месячный «позитивистский календарь», назвав месяцы: Моисей, Гомер, Аристотель, Архимед, Цезарь, Святой Павел, Карл Великий, Данте, Гутенберг, Шекспир, Декарт, Фридрих и Биша. Дни в году также были посвящены «святым» в позитивистской религии. Позитивистские недели, месяцы и годы начинаются с понедельника вместо воскресенья. Конт также сбросил номер года, начиная эру своего календаря (год 1) с 1789 года по григорианскому календарю. Для дополнительных дней в году, не принадлежащих ни одной неделе или месяцу, Конт следовал образцу ап-Икцима (Джонса), заканчивая каждый год фестивалем на 365-й день, за которым следует праздник, происходящий только в високосные годы.
Неизвестно, был ли Моисей Котсворт знаком с проектами 13-месячного календаря, которые предшествовали его Международному фиксированному календарю. Он последовал примеру ап-Икцима (Джонса) в назначении 365-го дня в году Рождеством. Его предложение состояло в том, что этот последний день года следует обозначить как воскресенье, и, следовательно, поскольку следующий день будет днём Нового года, а также воскресеньем, он назвал его двойным воскресеньем. Поскольку целью Котсворта был упрощённый, более «рациональный» календарь для бизнеса и промышленности, он перенёс все функции григорианского календаря, соответствующие этой цели, включая традиционные названия месяцев, неделю, начинающуюся в воскресенье (все ещё традиционно используется в США), но редко встречающуюся в большинстве других стран и в стандарте недели ISO (Международной организации по стандартизации), начиная с понедельника), а также в правиле определения високосного года в григорианском календаре.
Для продвижения календарной реформы Котсворта в 1923 году была основана Международная лига фиксированного календаря, сразу после того, как этот план был выбран Лигой Наций как лучший из 130 выдвинутых календарных предложений. Сэр Сэндфорд Флеминг, инициатор всемирного принятия стандартного времени, стал первым президентом IFCL. Лига открыла офисы в Лондоне, а затем в Рочестере, штат Нью-Йорк. Джордж Истмен из компании Eastman Kodak Company стал горячим сторонником IFC и начал её использование в Kodak. Международная лига с фиксированным календарём прекратила свою деятельность вскоре после того, как календарный план не получил окончательного одобрения Лиги Наций в 1937 году.

## Преимущества
Несколько преимуществ Международного фиксированного календаря в основном связаны с его организацией.
- Разделение года регулярное и систематическое:
  - в каждом месяце ровно 4 недели (28 дней);
  - каждый день месяца приходится на один и тот же день недели в каждом месяце (например, 17-е число всегда приходится на вторник);
  - каждый год состоит из 52 недель, разделённых на 13 месяцев.
- Календарь один и тот же каждый год (многолетний), в отличие от годового григорианского календаря, который меняется из года в год. Следовательно, планирование упрощается для организаций и отраслей с расширенными производственными циклами.
- Переходящие праздники, отмечаемые в определённый n-й день месяца, например День Благодарения в США, могут иметь фиксированную дату при сохранении традиционного дня недели.
- Статистические сравнения по месяцам более точны, поскольку все месяцы содержат одинаковое количество рабочих дней и выходных, аналогично для сравнения по 13-недельным кварталам.
- Сторонники Международного фиксированного календаря утверждали, что тринадцать равных делений года лучше двенадцати неравных делений с точки зрения ежемесячного денежного потока в экономике[9].

## Недостатки
- Хотя каждый квартал будет равным по продолжительности (13 недель), тринадцать — это простое число, таким образом, все действия, выполняемые в настоящее время на двухгодичной, трёхгодичной или ежеквартальной основе, не совпадают с месяцами.
- Некоторые иудейские и христианские лидеры выступали против календаря, поскольку их традиция поклонения каждый седьмой день привела бы к тому, что либо день недели поклонения будет меняться от года к году, либо пройти восемь дней, когда наступит годовой день или високосный день[10].
- Огромный объём административных данных (и программного обеспечения, которое ими управляет) необходимо будет скорректировать для новой системы, потенциально имея необходимость поддерживать как IFC, так и стандартные системы местного времени в течение определённого периода времени.
- Дни рождения, знаменательные годовщины и другие праздники необходимо будет пересчитать в результате календарной реформы, и они всегда будут приходиться на один и тот же день недели. Это может быть проблематично для государственных праздников, которые при новой системе приходятся на нерабочие дни. Например, если 8 января отмечается государственный праздник, то согласно Международному фиксированному календарю этот праздник всегда выпадает на воскресенье, которое уже является нерабочим днём, поэтому компенсационный отпуск необходимо будет предоставлять каждый год 9 января, что существенно изменит дату праздника. Это будет особенно важно для любых праздников или повторяющихся событий, которые происходят 29, 30 или 31 числа месяца (например, Хэллоуин 31 октября), когда необходимо определить новую дату.
- Календарь не соответствует стандарту ISO 8601 относительно первого дня недели (воскресенье вместо понедельника), и в большинстве стран мира придётся изменить первый будний день недели.